# Марьевка (Стерлитамакский район)
Ма́рьевка (баш. Марьевка) — деревня в Стерлитамакском районе Республики Башкортостан Российской Федерации. Входит в состав Казадаевского сельсовета. 

## География

### Географическое положение
Расстояние до:
- районного центра (Стерлитамак): 11 км,
- центра сельсовета (Новое Барятино): 5 км,
- ближайшей ж/д станции (Стерлитамак): 11 км.

## Население
| 2002 | 2009 | 2010 |
| ---- | ---- | ---- |
| 33   | ↗76  | ↘56  |

Национальный состав
Согласно переписи 2002 года, преобладающая национальность — русские (79 %).